# GOOD PAGES
『GOOD PAGES』（グッド・ペイジズ）は、1975年7月21日に発売された、井上陽水初のベストアルバムである。
井上陽水がこの年、吉田拓郎たちとフォーライフ・レコードの設立を宣言したため、ポリドールが陽水の意思とは関係なく、勝手にポリドール時代の陽水の曲をピックアップして発売した。シングル盤でしか発売していなかった「闇夜の国から」「夢の中へ」を含む。価格2200円。
2015年現在、CD化はされていない。

## 収録曲

### LPレコード
| 全作詞・作曲: 井上陽水、全編曲: 星勝（特記以外）。 |                                                    |          |            |      |
| #                                                  | タイトル                                           | 作詞     | 作曲・編曲 | 時間 |
| 1.                                                 | 「闇夜の国から」                                   | 井上陽水 | 井上陽水   | 3:34 |
| 2.                                                 | 「白い船」                                         | 井上陽水 | 井上陽水   | 3:27 |
| 3.                                                 | 「つめたい部屋の世界地図」(編曲: 星勝、小野寺孝輔) | 井上陽水 | 井上陽水   | 3:38 |
| 4.                                                 | 「あどけない君のしぐさ」(編曲: 井上陽水)           | 井上陽水 | 井上陽水   | 2:26 |
| 5.                                                 | 「能古島の片想い」                                 | 井上陽水 | 井上陽水   | 3:28 |
| 6.                                                 | 「傘がない」                                       | 井上陽水 | 井上陽水   | 3:30 |
| 合計時間:                                          | 合計時間:                                          | 20:03    |            |      |

| 全作詞・作曲: 井上陽水、全編曲: 星勝。 |                        |          |            |      |
| #                                      | タイトル               | 作詞     | 作曲・編曲 | 時間 |
| 1.                                     | 「限りない欲望」       | 井上陽水 | 井上陽水   | 4:19 |
| 2.                                     | 「夢の中へ」           | 井上陽水 | 井上陽水   | 2:37 |
| 3.                                     | 「神無月にかこまれて」 | 井上陽水 | 井上陽水   | 3:35 |
| 4.                                     | 「いつのまにか少女は」 | 井上陽水 | 井上陽水   | 3:15 |
| 5.                                     | 「いつもと違った春」   | 井上陽水 | 井上陽水   | 3:28 |
| 6.                                     | 「人生が二度あれば」   | 井上陽水 | 井上陽水   | 4:54 |
| 合計時間:                              | 合計時間:              | 22:08    |            |      |